# Campeonato Mundial de Halterofilismo de 1988
O Campeonato Mundial de Halterofilismo de 1988 foi a 2ª edição do campeonato na categoria feminino, sendo organizado pela Federação Internacional de Halterofilismo (FIH). O evento ocorreu na cidade de Jacarta, na Indonésia entre 2 a 4 de dezembro de 1988. Foram disputadas nove categorias com a presença de 103 halterofilistas femininos de 23 nacionalidades.

## Resultados
| Evento    | Ouro                           | Ouro     | Prata                            | Prata    | Bronze                           | Bronze   |
| 44 kg     | 44 kg                          | 44 kg    | 44 kg                            | 44 kg    | 44 kg                            | 44 kg    |
| --------- | ------------------------------ | -------- | -------------------------------- | -------- | -------------------------------- | -------- |
| Arranque  | Xing Fen · China               | 60,0 kg  | Choi Myung-shik Coreia do Sul    | 55,0 kg  | Ponco Imbarwati · Indonésia      | 47,5 kg  |
| Arremesso | Xing Fen · China               | 87,5 kg  | Choi Myung-shik Coreia do Sul    | 75,5 kg  | Tsai Huey-woan · Taipé Chinesa   | 57,5 kg  |
| Total     | Xing Fen · China               | 147,5 kg | Choi Myung-shik Coreia do Sul    | 130,0 kg | Ponco Imbarwati · Indonésia      | 105,0 kg |
| 48 kg     |                                |          |                                  |          |                                  |          |
| Arranque  | Huang Xiaoyu · China           | 70,0 kg  | Robin Byrd · Estados Unidos      | 67,5 kg  | Siti Aisah · Indonésia           | 62,5 kg  |
| Arremesso | Huang Xiaoyu · China           | 95,5 kg  | Siti Aisah · Indonésia           | 75,0 kg  | Robin Byrd · Estados Unidos      | 72,5 kg  |
| Total     | Huang Xiaoyu · China           | 165,0 kg | Robin Byrd · Estados Unidos      | 140,0 kg | Siti Aisah · Indonésia           | 137,5 kg |
| 52 kg     |                                |          |                                  |          |                                  |          |
| Arranque  | Peng Liping · China            | 80,0 kg  | Yang Su-kuan · Taipé Chinesa     | 68,0 kg  | Sandra Gómez · Espanha           | 62,5 kg  |
| Arremesso | Peng Liping · China            | 95,0 kg  | Sandra Gómez · Espanha           | 85,0 kg  | Kim Oh-sook Coreia do Sul        | 85,0 kg  |
| Total     | Peng Liping · China            | 175,0 kg | Sandra Gómez · Espanha           | 147,5 kg | Kim Oh-sook Coreia do Sul        | 145,0 kg |
| 56 kg     |                                |          |                                  |          |                                  |          |
| Arranque  | Ma Na · China                  | 75,0 kg  | Won Soon-yi Coreia do Sul        | 70,0 kg  | Stéphanie Genna · França         | 67,5 kg  |
| Arremesso | Ma Na · China                  | 105,0 kg | Yang Mei-tzu · Taipé Chinesa     | 87,5 kg  | Mina Uotome · Japão              | 85,0 kg  |
| Total     | Ma Na · China                  | 180,0 kg | Won Soon-yi Coreia do Sul        | 155,0 kg | Yang Mei-tzu · Taipé Chinesa     | 152,5 kg |
| 60 kg     |                                |          |                                  |          |                                  |          |
| Arranque  | Yang Jing · China              | 85,0 kg  | Maria Christoforidou · Grécia    | 80,0 kg  | Colleene Colley · Estados Unidos | 75,0 kg  |
| Arremesso | Yang Jing · China              | 110,0 kg | Colleene Colley · Estados Unidos | 100,0 kg | Maria Christoforidou · Grécia    | 97,5 kg  |
| Total     | Yang Jing · China              | 195,0 kg | Maria Christoforidou · Grécia    | 177,5 kg | Colleene Colley · Estados Unidos | 175,0 kg |
| 67,5 kg   |                                |          |                                  |          |                                  |          |
| Arranque  | Guo Qiuxiang · China           | 95,0 kg  | Mária Takács · Hungria           | 87,5 kg  | Anikó Triff-Árkosi · Hungria     | 82,5 kg  |
| Arremesso | Guo Qiuxiang · China           | 115,0 kg | Mária Takács · Hungria           | 110,0 kg | Jeanette Rose · Reino Unido      | 102,5 kg |
| Total     | Guo Qiuxiang · China           | 210,0 kg | Mária Takács · Hungria           | 197,5 kg | Jeanette Rose · Reino Unido      | 180,0 kg |
| 75 kg     |                                |          |                                  |          |                                  |          |
| Arranque  | Milena Trendafilova · Bulgária | 90,0 kg  | Li Hongling · China              | 90,0 kg  | Senka Asenova · Bulgária         | 85,0 kg  |
| Arremesso | Li Hongling · China            | 122,5 kg | Milena Trendafilova · Bulgária   | 115,0 kg | Arlys Kovach · Estados Unidos    | 112,5 kg |
| Total     | Li Hongling · China            | 212,5 kg | Milena Trendafilova · Bulgária   | 205,0 kg | Arlys Kovach · Estados Unidos    | 197,5 kg |
| 82,5 kg   |                                |          |                                  |          |                                  |          |
| Arranque  | Li Yanxia · China              | 97,5 kg  | Erika Takács · Hungria           | 92,5 kg  | Milena Mileskova · Bulgária      | 92,5 kg  |
| Arremesso | Li Yanxia · China              | 117,5 kg | Erika Takács · Hungria           | 117,5 kg | Milena Mileskova · Bulgária      | 110,0 kg |
| Total     | Li Yanxia · China              | 215,0 kg | Erika Takács · Hungria           | 210,0 kg | Milena Mileskova · Bulgária      | 202,5 kg |
| +82,5 kg  |                                |          |                                  |          |                                  |          |
| Arranque  | Han Changmei · China           | 100,0 kg | Karyn Marshall · Estados Unidos  | 97,5 kg  | Veronika Tóbiás · Hungria        | 85,0 kg  |
| Arremesso | Han Changmei · China           | 132,5 kg | Karyn Marshall · Estados Unidos  | 127,5 kg | Veronika Tóbiás · Hungria        | 107,5 kg |
| Total     | Han Changmei · China           | 232,5 kg | Karyn Marshall · Estados Unidos  | 225,0 kg | Veronika Tóbiás · Hungria        | 192,5 kg |

- — RECORDE MUNDIAL

## Quadro de medalhas
Quadro de medalhas no total combinado
| Ordem | País           | Medalha de ouro | Medalha de prata | Medalha de bronze | Total |
| ----- | -------------- | --------------- | ---------------- | ----------------- | ----- |
| 1     | China          | 9               | 0                | 0                 | 9     |
| 2     | Estados Unidos | 0               | 2                | 2                 | 4     |
| 3     | Hungria        | 0               | 2                | 1                 | 3     |
| 3     | Coreia do Sul  | 0               | 2                | 1                 | 3     |
| 5     | Bulgária       | 0               | 1                | 1                 | 2     |
| 6     | Grécia         | 0               | 1                | 0                 | 1     |
| 6     | Espanha        | 0               | 1                | 0                 | 1     |
| 8     | Indonésia      | 0               | 0                | 2                 | 2     |
| 9     | Taipé Chinesa  | 0               | 0                | 1                 | 1     |
| 9     | Reino Unido    | 0               | 0                | 1                 | 1     |
| Total | Total          | 9               | 9                | 9                 | 27    |

Quadro de medalhas nos levantamentos + total combinado
| Ordem | País           | Medalha de ouro | Medalha de prata | Medalha de bronze | Total |
| ----- | -------------- | --------------- | ---------------- | ----------------- | ----- |
| 1     | China          | 26              | 1                | 0                 | 27    |
| 2     | Bulgária       | 1               | 2                | 4                 | 7     |
| 3     | Estados Unidos | 0               | 6                | 5                 | 11    |
| 4     | Hungria        | 0               | 6                | 4                 | 10    |
| 5     | Coreia do Sul  | 0               | 5                | 2                 | 7     |
| 6     | Taipé Chinesa  | 0               | 2                | 2                 | 4     |
| 7     | Grécia         | 0               | 2                | 1                 | 3     |
| 7     | Espanha        | 0               | 2                | 1                 | 3     |
| 9     | Indonésia      | 0               | 1                | 4                 | 5     |
| 10    | Reino Unido    | 0               | 0                | 2                 | 2     |
| 11    | França         | 0               | 0                | 1                 | 1     |
| 11    | Japão          | 0               | 0                | 1                 | 1     |
| Total | Total          | 27              | 27               | 27                | 81    |